# Ladislav Jurkemik
Ladislav Jurkemik (* 20. Juli 1953 in Jacovce, Tschechoslowakei) ist ein ehemaliger  slowakischer Fußballspieler und derzeitiger Fußballtrainer. Für die Tschechoslowakei, mit der er 1976 Europameister wurde, bestritt er 57 Länderspiele.

## Spielerkarriere
Ladislav Jurkemik spielte zunächst für Jacovce, anschließend für Kablo Topoľčany. Der Abwehrspieler wechselte 1972 zu Inter Bratislava, wo er den Großteil seiner Karriere verbringen sollte. In den nächsten Jahren entwickelte sich Jurkemik, zu dessen Stärken das Spiel mit dem Kopf, der Schuss aus der Distanz und die Spielübersicht zählten, zu einem der besten Innenverteidiger der Tschechoslowakischen Liga. In der Tschechoslowakischen Nationalmannschaft debütierte Jurkemik am 7. Juni 1975 beim 0:0 gegen Österreich im Wiener Praterstadion. Beim nächsten Länderspiel fehlte er, doch von Oktober 1975 an kam er regelmäßig zum Einsatz. Seinen wohl größten Erfolg feierte Ladislav Jurkemik bei der Europameisterschaft 1976, die die Tschechoslowakei gewinnen konnte. Im Endspiel gegen die Bundesrepublik Deutschland spielte er zwar nur die letzten zehn Minuten, schoss aber das wichtige 4:3 im Elfmeterschießen. Nach der Europameisterschaft 1980, bei der die Tschechoslowakei die Bronzemedaille gewann und er das Tor zum zwischenzeitlichen 1:0 im Spiel um Platz 3 gegen Italien erzielte, wechselte Jurkemik für eine Saison zu Dukla Banská Bystrica und kehrte im Anschluss nach Bratislava zurück. Er spielte auch bei der für die Tschechoslowaken enttäuschenden Weltmeisterschaft 1982. Seine internationale Karriere beendete Juremik mit dem 1:1 gegen Rumänien in Bratislava. In 57 Länderspielen hatte er drei Tore geschossen, ein Mal war er Kapitän gewesen. In der 1. Tschechoslowakischen Liga bestritt Ladislav Jurkemik 315 Spiele und erzielte 53 Tore. Er wechselte im Sommer 1984 zum FC St. Gallen, für den er vier Jahre spielte. Von 1989 bis 1992 war er Spielertrainer beim FC Chur.

## Trainerkarriere
Jurkemiks erste Trainerstation war in der Spielzeit 1992/93 SK Sturm Graz. Es folgten, mit Ausnahme des SV Kapfenberg, einjährige Engagements: Spartak Trnava 1993/94, SV Kapfenberg (1994 bis 1996), Tauris Rimavská Sobota 1997/98, MFK Ružomberok 1998/99, KOBA Senec 1999/00 und MŠK Žilina 2000/01. Am 1. Januar 2002 wurde Ladislav Jurkemik zum slowakischen Nationaltrainer ernannt. Er blieb bis Ende 2003 im Amt, die Qualifikation für die Endrunde der Europameisterschaft 2004 verpasste er mit seiner Mannschaft deutlich.
Anschließend betreute er für wenige Monate die Slowakische U-21 Auswahl, ehe er vom 1. April 2004 an wieder für die Mannschaft des MŠK Žilina verantwortlich war. In den verbleibenden Wochen der Saison 2003/04 führte er Žilina zur slowakischen Meisterschaft. Kurz vor Ende der Saison 2004/05 wurde er entlassen. Ladislav Jurkemik arbeitete im Anschluss als Manager bei Inter Bratislava, am 29. März 2006 übernahm er den Posten des Cheftrainers. Seit März 2011 ist er Trainer beim slowakischen Erstligisten MFK Ružomberok, er war Trainer im MFK schon im Herbst 2010.